# 志方村
志方村（しかたむら）は、兵庫県印南郡にあった村。現在の加古川市志方町の中心部にあたる。

## 地理
- 山岳：大藤山
- 河川：法華山谷川

## 歴史
沿革
- 1889年（明治22年）4月1日 - 町村制の施行により、志方町・西中村・西飯坂村・投松村・上富木村の区域をもって発足。
- 1954年（昭和29年）7月1日 - 東志方村・西志方村と合併して志方町が発足。同日志方村廃止。

## 人口
1901年末の戸数、人口は志方町243戸、1552人。投松村68戸、437人。西飯坂村51戸、305人。西中村61戸、350人。上富木村54戸、330人。

## 政治

### 郡会議員
郡会議員は以下の通り。
- 陰山友八 - 選挙年月日は1896年7月20日、住所は西中村[1]。
- 小原平七 - 選挙年月日は1899年9月30日、住所は上富木村[1]。
- 船江覚三郎 - 選挙年月日は1903年9月30日、住所は志方町[1]。

## 経済

### 産業
- 農業

『大日本篤農家名鑑』によれば、志方村の篤農家は「櫻井昌治、尾崎寅次、岡本楢安、米田榮次」などがいた。

### 企業
- 志方銀行 - 創業年月1897年2月[1]。資本金30000[1]。所在地は志方町[1]。

## 出身人物
- 竹中團次郎 - 祖先は志方城主櫛橋左京亮の家臣だったが落城の後民間にあって代々里正を務めた[3]。團次郎は池を築き川を通ずる等公益を広める心厚かったのでその功績により二字帯刀を許された[3]。
- 平岡定太郎（内務官僚） - 上富木村生まれ。樺太庁長官、福島県知事などを歴任。平岡太吉の二男。作家三島由紀夫（本名・平岡公威）の祖父。
- 平岡萬次郎（弁護士、政治家） - 上富木村生まれ。衆議院議員。平岡太吉の長男。平岡定太郎の兄。